# Hyloscirtus piceigularis
Hyloscirtus piceigularis är en groddjursart som först beskrevs av Pedro M. Ruiz-Carranza och Lynch 1982.  Hyloscirtus piceigularis ingår i släktet Hyloscirtus och familjen lövgrodor. IUCN kategoriserar arten globalt som starkt hotad. Inga underarter finns listade i Catalogue of Life.